# Anton van Abcoude
Anton van Abcoude (-1573) en begraven in het graf van zijn voorouders te Culemborg was een voornaam heer van het geslacht van Essenstein.
Hij was heer van Abcoude, Meerten en Essenstein, gulden ridder, tevens ridder van Jeruzalem, van het slot van Maarssen en Maarssenbroek en lid van de Antoniusbroederschap in de Antoniuskapel. Hij was verwant aan Dirk, telg van de vrije baronnen van Wassenaar en burggraven van Leiden, en voormalig proost en aartsdiaken van St. Jan. Het kasteel Essenstein was een leen van de heren van Culemborg. Hubert, een kleinzoon van Gijsbert van Culemborg die als eerste heer in 1417 beleend werd, gebruikte ca. 1490 voor het eerst de geslachtsnaam van Essenstein.

## Huwelijk en kinderen
Hij trouwde met Anna Lalaing (-1560), begraven in Culemborg. Uit zijn huwelijk zijn de volgende 4 kinderen geboren:
- een dochter van Antoon. Zij trouwde met Gerard van Vladeracken (-1566) heer van Geffen en Nuland en schepen van Den Bosch.[2] Hij was een zoon van Johan van Vladeracken (1452 - 30 augustus 1532) en Anna van der Aa, die een zuster was van Jan van der Aa, heer van de heerlijkheid Bokhoven.
- Barbara van Abcoude ook wel genaamd Barbara van Essenstein (voor 1549 - 1614). Zij trouwde ca. 1569 met Gerrit XVI Zoudenbalch (5 november 1541 - 20 april 1599). Hij was een telg uit het geslacht Zoudenbalch. Hij was een zoon van Johan Zoudenbalch (1503-1558) en Johanna Rutgersdr van den Boetzelaer tot Asperen (ca. 1508-1586). Van 1567 tot zijn overlijden in 1599 was hij heer van Urk en Emmeloord, in 1568 dijckgraaf Leckdijck Bovendams en in 1576 schepen van Utrecht. Van 1580 tot 1596 was hij tevens heer van Meerten. Uit haar huwelijk zijn geboren:
  - Johan Zoudenbalch (Utrecht, 1571 - aldaar, 4 november 1595). Hij werd begraven op 13 november 1595 in de Mariakerk (Utrecht).
  - Anna Zoudenbalch (Utrecht, ca. 1573 - aldaar, 22 september 1593). Zij werd eveneens begraven in de Mariakerk (Utrecht).
- Hendrik van Abcoude van Meerten. Hij trouwde met Josina van Wijck van Abcoude. Ontvangt in 1570 het leen Ter Meere van zijn vader. Hendrik heeft maar één dochter, Anna: zij wordt er in 1580 mee beleend. Maar al een jaar later draagt zij het huis over aan haar oom Gerrit Zoudenbalch (1541-1599) heer van Urk. In 1596 werd het leen opgedragen aan Johan van Vladeracken, na diens dood verviel het aan Barbara van Abcoude van Meerten, die er in 1601 mee werd beleend. Volgens haar laatste wilsbeschikking komt Ter Meer van 1615 tot 1630 aan Johan de Cock van Opijnen († 1654), als voogd over de dochter van haar zus: Anna van Vladeracken. Van 1601 tot 1614 was Barbara tevens vrouwe van Urk en Emmeloord.
  - Anna van Meerten (1510 - 16 december 1597) vrouwe van Essenstein. Zij wordt op 3 mei 1581 genoemd als bewoonster van de Groenendaelhoeve. De Groenendaelhoeve behoorde in 1400 tot de 14 hoeven van de Sint-Paulusabdij in Utrecht. Anna trouwde met Willem van Gendt baron van Gent, heer van Appeltern, Berlicum, Altvort en erfelijk kamerheer van het hertogdom Gelre en het graafschap Zutphen, uit welk huwelijk werd geboren: 
    - Mechteld van Gent tot Gent (-24 februari 1649). Zij wordt na opdracht van haar moeder op 29 januari 1629 met de Groenendael beleend. Zij trouwde met jonker Louis van Renesse van Baer heer van Blijdenborch en Waltgrave van Dalen. Uit haar huwelijk zijn zes kinderen geboren die de Groenendael erven na de dood van hun moeder. Deze kinderen verkopen de hofstede aan Anthonius Bor.
- een dochter van Antoon. Zij is jong en ongehuwd overleden.